# これから (企業)
株式会社これから（英: corekara,INC）は、東京都新宿区に本社、大阪府大阪市に支店を置き、Eコマースや人材採用の支援サービス、およびプログラミング教室を提供している日本の企業である。

## 概要
株式会社これから（Corekara Inc.）は、東京都に本社を構える日本のIT企業。
主に自社ECサイトの構築・運用支援や、Web広告運用、CRM設計などを通じてEC事業者の売上拡大を支援している。Shopifyをはじめとした複数のカートシステムに対応し、20,000件以上のEC支援実績を有する。
制作から広告・販促・CRMまでワンストップで対応可能な体制を強みとし、Shopify Plusパートナーにも認定されている。
また、近年では「Chokusai（チョク採）」という直接採用支援サービスも展開しており、自社採用を強化したい企業向けに、採用サイトの構築やWebマーケティングを活用した支援をしている。

## 沿革
- 2012年(平成24年)
  - 1月 - 株式会社これからを設立。WEB制作事業を開始。
  - 4月 - 大阪支店を開設。従業員を15名に増員。
- 2013年(平成25年)
  - 7月 - 事業拡大に伴い、東京本社を新宿へ移転。
  - 8月 - GMOペパボ社のサービス「カラーミーショップ」認定代理店。
  - 10月 - 「ECのミカタ通信」に弊社事業が掲載[2]。
  - 11月 - Jimdo expertに認定。
- 2014年(平成26年)4月 - 「EC支援企業ベスト100専門部門」受賞[3]。
- 2015年(平成27年)
  - 1月 - 事業拡大に伴い東京本社を新宿内で移転。
  - 4月 - 「EC支援企業ベスト100専門部門」2期連続受賞。
  - 5月 - 「カラーミーショップ大賞2015制作会社賞」を受賞[4]。
  - 8月 - 「株式会社カイタク」を設立。
  - 9月 - 事業拡大に伴い大阪支店を淀川区へ移転。
  - 10月 - GMOメイクショップ社のサービス「MakeShop」特別代理店に認定[5]。
- 2016年(平成28年)
  - 1月 - 「株式会社ナインピース」をグループ化。
  - 4月 - 取締役を3名に増員。
  - 7月 - 事業拡大に伴い、東京本社を新宿御苑へ移転。
  - 9月 - Googleパートナーに認定。
  - 11月 - 「カラーミーショップ公認認定パートナー」に認定。
- 2017年(平成29年)
  - 2月 - 「Yahoo!マーケティングソリューション正規代理店」に認定。
  - 3月 - LINE（現・Z中間グローバル）のLINE＠正規代理店に認定。
  - 10月 - 正社員である佐藤(にゃんこスターのアンゴラ村長)[6][7]がキングオブコントで準優勝[8]。
- 2018年(平成30年)
  - 2月 -  取締役を4名に増員。
  - 3月 - 「Googleプレミアパートナー」に認定。
  - 7月 - 福岡支店開設。
  - 10月 - 「Yahoo!シルバーパートナー」に認定。
- 2019年(平成31年・令和元年)
  - 3月 - これからKIDSを開設。
  - 6月 - AdSISTをリリース。
  - 8月 - 第三者割当増資を実施。
- 2020年(令和2年)
  - 4月 - 名古屋支社開設。
- 2021年(令和3年)
  - 9月 - AdSIST plusをリリース
  - 12月 - これからKIDS 文京千石校開校
- 2022年(令和4年)
  - 1月 - ISMS認証(ISO27001)を取得
  - 7月 - Shopify  Plus  Partnersに認定される
  - 8月 - [9]自社ネットショップ支援実績 No.1（年間、累計）を獲得 　    - [10]AdSISTが自社ネットショップの自動集客ツール 登録実績数 No.1を獲得
- 2023年(令和5年)
  - 7月 - 直接採用ツール「[ョク採]リリース
  - 8月 - TikTok for Business SMB代理店リワード・プログラムGold認定
- 2024年(令和6年)
  - 6月 - AdSISTのバージョンアップ版 BuzzECをリリース
  - 9月 - 図解即戦力　EC担当者の実務と知識がこれ1冊でしっかりわかる教科書［改訂2版］を出版
  - 10月 - makeshop AWARD TOKYO 2024にて「パートナー賞」を受賞
- 2025年(令和7年)
  - 1月 - Shopifyパートナープログラム新制度でのShopify Plus Partnerに認定
  - 3月 - [11]アジア太平洋地域の急成長企業ランキング 2025に選出
  - 4月 - TikTok for Business SMB広告代理店アドバンテージプログラムで「プラチナランク」を獲得

### 役員構成
- 代表取締役 今泉雄介
- 取締役 西正浩、安島正人
- 非常勤取締役 加藤涼
- 監査役 吉井省三

## 主な事業、サービス
- ネットショップ制作[12]
  - 自社ECサイトに特化したサイト構築サービス。Shopifyをはじめとするカートシステムを利用して構築をするケースが多いが特定のカートシステムを使った構築ではなく、クライアントの状況や目指す方向性に合わせたカート選定ができることが強み。

- D2C支援[13]
  - ECサイトの中でもD2Cに特化した広告運用サービス。広告代理だけではなく、クリエイティブや記事LP、チャットボットの提案まで幅広く対応可能。

- BuzzEC[14]
  - AdSISTを前身とする自社ECに特化した売上UP支援ツール。1日1,000円から利用可能でAIを使った広告生成なども可能。利用可能なカートシステムはShopify、カラーミーショップ、futureshop、makeshop。ユーザー数は15,000サイト以上。

- WEB制作運営コンサルティング[15]
  - AIを使ったサイト分析を起点としたUI/UX改善から新規集客、CRM構築など自社ECでの販売を強化するための施策を立案から実施までオールインワンで支援するサービス。 既存サイトのCVRやアクセス改善といった施策だけでなく、リブランディングやビジネス立ち上げの戦略フェーズから支援できるのが特徴

- これからKIDS[16]小学生から中学生に向けて子どもたちをターゲットにしたプログラミング教室。Minecraftなどのサービスを使って子どもたちの考える力などを養うことを目的としている。教室は東京、大阪、福岡、愛知、宮崎、高知で運営。

2024年からはパートナー制度を開始し、運営ノウハウを提供しプログラミング教育を国内に広げている。
- - 東京都内の校舎 四谷校/勝どき校/文京千石校/有明ガーデン校/国分寺校/西葛西校/新小岩校
  - 福岡県内の校舎 博多祇園校/西新校
  - 愛知県内の校舎 本山校/築地口校
  - 大阪府内の校舎 堀江校
  - 宮崎県内の校舎 都城教室/小林教室（どちらもパートナーが運営）
  - 高知県内の校舎 香美教室（パートナーが運営）

## 会社の特徴
ネットビジネスを底上げする「どヘンタイ集団」と会社パンフレットに載っており社員らもそのように名乗っている。また、採用活動などの面でも「どヘンタイ募集」というキャッチコピーで活動している。

### 理念
世の中を変えるこれからのサービスを創る

### ビジョン
ネットビジネスを底上げする

### コアバリュー
- 新しい物を作る
- 受け身にならず自ら行動する
- 個性を活かす
- 素直であれ
- 世界一のチームワーク
- チャレンジ精神
- 当事者意識を持って行動する
- 人を大切にする
- 変化を受け入れる
- ユーザーファースト

## 主な取引先
- アマゾンジャパン合同会社
- グーグル合同会社
- 株式会社グノシー
- テモナ株式会社
- 株式会社フューチャーショップ
- 株式会社ミリオンドリーム
- ヤフー株式会社
- ヤマト運輸株式会社
- 株式会社ライブノット
- ロジスティード株式会社
- 株式会社Dai
- Facebook Japan株式会社

- GMOイプシロン株式会社
- GMOペイメントゲートウェイ株式会社
- GMOペパボ株式会社
- GMOメイクショップ株式会社
- 株式会社KDDI ウェブコミュニケーションズ
- LINE株式会社
- MIKATA株式会社
- 株式会社PRECS
- Shopify Japan 株式会社
- 株式会社SUPER STUDIO
- Twitter japan株式会社
- 株式会社WACUL

## 加盟団体
- 一般社団法人　日本通販CRM協会（支援事業者）
- 地方創生SDGs官民連携プラットフォーム
- 日経広告研究所

## 書籍
- 『図解即戦力 EC担当者の実務と知識がこれ1冊でしっかりわかる教科書』技術評論社　2020年7月22日出版
- 図解即戦力　EC担当者の実務と知識がこれ1冊でしっかりわかる教科書［改訂2版］2024年9月14日出版